# 岩堀喜之助
岩堀 喜之助（いわほり きのすけ、1910年4月25日 - 1982年10月8日）は日本の出版経営者。マガジンハウス創業者。娘にノンフィクション作家の新井恵美子。
神奈川県出身。新聞記者を志し、小田原中学から明治大学に入学。新聞部に所属するも退学処分となり、後に日本大学法学部に途中入学し、卒業。1933年に時事新報社に入社。後に退社し、1945年凡人社設立を経て、1954年に平凡出版（現マガジンハウス）設立。1982年死去。